# Все як ти захочеш
«Все як ти захочеш» (англ. Absolutely Anything) — британська фантастична кінокомедія режисера та сценариста Террі Джонса, що вийшла 2015 року. У головних ролях Саймон Пегг, Кейт Бекінсейл, Санджів Баскар, Роб Ріґґл.
Вперше фільм продемонстрували 12 серпня 2015 року у низці країн, а в Україні — 19 листопада 2015 року.

## Сюжет
Іншопланетяни мандрують космосом від планети до планети, вивчаючи різні цивілізації. Проте їхній інтерес має певні особливості: якщо раса є гідною, то вони з ними почнуть дружити, а якщо ні, то вони її знищують. І щоб взнати, чи земляни є гідними їхньої дружби, іншопланетяни наділяють одного землянина здатністю робити все, що тільки захочеться. Таким землянином став Ніл Кларк, вчитель у закладі для дітей зі спеціальними потребами.

## Творці фільму

### Знімальна група
Кінорежисер — Террі Джонс, сценаристами були Террі Джонс і Ґевін Скотт, кінопродюсерами — Білл Джонс і Бен Тімлет, виконавчі продюсери — Кріс Чессер, Джейсон Ґарретт, Майк Медевой, Девід Роджерс, Марк Сенделл і Едвард Саймонс. Композитор: Джордж Фентон, кінооператор — Пітер Ганнен, кіномонтаж: Джуліан Родд. Підбір акторів — Ірен Лемб, художник-постановник: Джеймс Ачесон, артдиректори: Гаррі Пейн і Кейт Пейн, художник по костюмах — Джеймс Ачесон.

### У ролях
| Актор          | Роль                                                         |
| -------------- | ------------------------------------------------------------ |
| Саймон Пегг    | Ніл Кларк, шкільний вчитель                                  |
| Кейт Бекінсейл | Кетрін, сусідка Ніла                                         |
| Санджів Баскар | Рей                                                          |
| Роб Ріґґл      | Ґрант                                                        |
| Роберт Батерст | Джеймс Кліверілл                                             |
| Едді Іззард    | містер Робінсон                                              |
| Джоанна Ламлі  | Фенелла                                                      |
| Джон Кліз      | Ватажок прибульців, озвучення персонажу                      |
| Террі Гілліам  | Недоброзичливий прибулець, озвучення персонажу               |
| Ерік Айдл      | Salubrious Gat, озвучення персонажу                          |
| Террі Джонс    | Науковець прибульців / водій вантажівки, озвучення персонажу |
| Майкл Пелін    | Люб'язний прибулець, озвучення персонажу                     |
| Робін Вільямс  | пес Денніс, озвучення персонажу                              |

## Сприйняття

### Критика
Фільм отримав негативні відгуки: Rotten Tomatoes дав оцінку 11% на основі 19 відгуків від критиків (середня оцінка 3,2/10). Загалом на сайті фільми має негативний рейтинг, фільму зарахований «гнилий помідор» від кінокритиків, Internet Movie Database — 6,0/10 (3 104 голоси), Metacritic — 34/100 (6 відгуків критиків. Загалом на цьому ресурсі від критиків фільм отримав негативні відгуки.

### Виноски
1. 1 2  Absolutely Anything: Release Info (англ.). Internet Movie Database. Архів оригіналу за 8 травня 2015. Процитовано 17 листопада 2015.
2. 1 2  Все як ти захочеш. Kino-teatr.ua. Архів оригіналу за 29 листопада 2015. Процитовано 17 листопада 2015.
3. ↑  Absolutely Anything (2015) (англ.). The Numbers. Архів оригіналу за 15 вересня 2015. Процитовано 17 листопада 2015.
4. 1 2  Absolutely Anything (англ.). Internet Movie Database. Архів оригіналу за 20 листопада 2015. Процитовано 17 листопада 2015.
5. ↑  Absolutely Anything: Full Cast & Crew (англ.). Internet Movie Database. Архів оригіналу за 8 грудня 2015. Процитовано 17 листопада 2015.
6. ↑  Absolutely Anything (англ.). Rotten Tomatoes. Архів оригіналу за 18 березня 2021. Процитовано 17 листопада 2015.
7. ↑  Absolutely Anything (англ.). Metacritic. Архів оригіналу за 26 лютого 2021. Процитовано 17 листопада 2015.